# Heliga förbönskyrkan, Myto
Heliga förbönskyrkan (belarusiska: Свята-Пакроўская царква; translitteration: Svjata-Pakrowskaja tsarkva) är en belarusisk-ortodox kyrkobyggnad, belägen i den östra utkanten av byn Myto i distriktet Lidski Rajon i Hrodna voblast, i nordvästra Belarus.
Kyrkan är helgad åt högtiden Guds Moders Beskydd.

## Historik
Heliga förbönskyrkan i Myto började att byggas år 1864 och stod färdig 1870.

## Kyrkan
- Kyrkan är byggd i rysk stil
- Den är gjord av krossad sten och tegel.
- Klocktornet har två våningar.

## Bilder

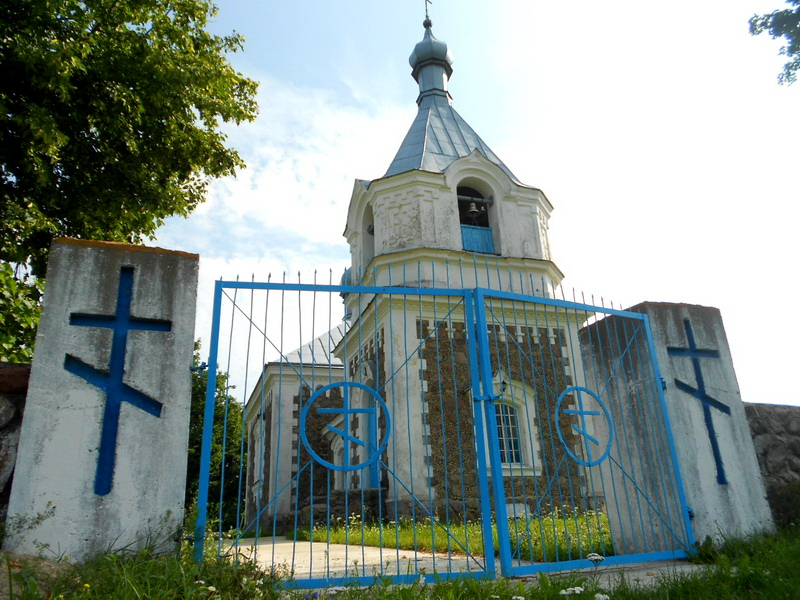
Entrén.
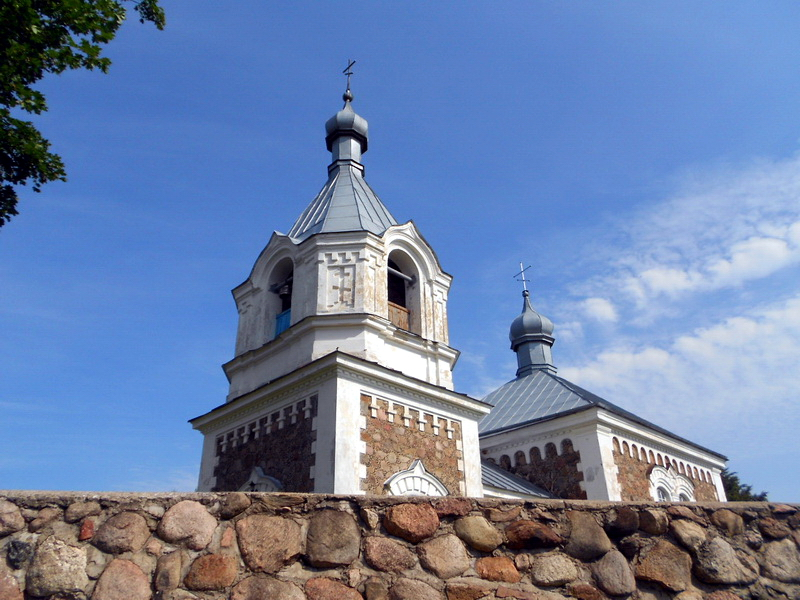
Närmare bild på kyrkan.
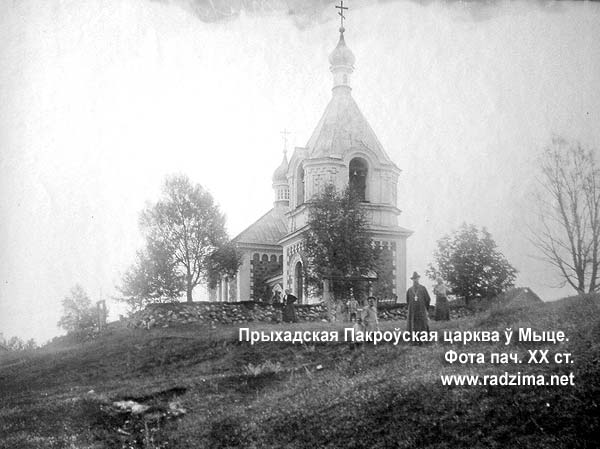
Kyrkan runt år 1900.